# Ludzkie uczucia
Ludzkie uczucia – drugi album zespołu Daab wydany w 1987 nakładem wytwórni Wifon.
Nagrania dokonano w styczniu 1987 w studio Izabelin. Realizacją nagrań zajął się Włodzimierz Kowalczyk, a za produkcję odpowiadał Waldemar Deska.

## Lista utworów
źródło:.
strona A
1. „Huana” (muz. Daab – sł. A. Krzywy) – 4:04
2. „Papierowy świat” (muz. Daab, sł. J. Kleszcz, A. Krzywy) – 3:50
3. „Moje paranoje” (muz. Daab, sł. A. Krzywy) – 3:25
4. „Podzielono świat” (muz. Daab, sł. S. Wolski) – 6:10
5. „Nienazwane barwy” (muz. Daab, sł. S. Wolski) – 3:40

strona B
1. „Przesłanie z daleka” (muz. Daab, sł. S. Wolski) – 6:00
2. „Słowo ciałem się stało” (muz. Daab, sł. P. Strojnowski) – 7:00
3. „Lecą anioły, lecą demony” (muz. Daab, sł. A. Krzywy) – 3:30
4. „Niech śmierć ustąpi przed życiem” (muz. Daab, sł. nieznany autor, A. Krzywy) – 4:40

## Twórcy
źródło:.
- Waldemar Deska – instrumenty klawiszowe
- Dariusz Gierszewski – perkusja, instrumenty perkusyjne
- Andrzej Krzywy – gitara rytmiczna, śpiew
- Artur Miłoszewski – gitara basowa
- Tomasz Pierzchalski – saksofon tenorowy
- Krzysztof Zawadka – gitara solowa